# Cheng Jingbo
Cheng Jingbo (chinesisch 程婧波, Pinyin Chéng Jìngbō; * 1983 in der Volksrepublik China) ist eine chinesische Schriftstellerin und Übersetzerin.

## Leben
Cheng Jingbo lebt und arbeitet in Chengdu in der Provinz Sichuan.

## Bibliographie (Auswahl)
- 西天, Pinyin xītiān [„Westhimmel“], nominiert für den Galaxy Award 2003.[3]
- Grave of the Fireflies; Originaltitel 萤火虫之墓 (Pinyin yínghuǒchóng zhī mù); veröffentlicht im Januar 2014 im Clarkesworld Magazin; auf Englisch erschienen in der Anthologie Invisible Planets, ISBN 978-1-78669-278-8
- Der herabhängende Himmel (Kurzgeschichte); Originaltitel 倒悬的天空 (Pinyin dàoxuán de tiānkōng „Umgekehrter Himmel“); veröffentlicht im Dezember 2004; auf Deutsch erschienen in der Anthologie Zerbrochene Sterne, ISBN 978-3-453-32058-1
- 去他的时间尽头 (Novelle), Pinyin qù tā de shíjiān jìntóu [„Scheiß auf das Ende der Zeit“], ausgezeichnet mit dem Galaxy Award 2021.[3]
- 她：中国女性科幻作家经典作品集 (Anthologie), Pinyin tā: zhōngguó nǚxìng kēhuàn zuòjiā jīngdiǎn zuòpǐn jí [„Sie: Eine Sammlung klassischer Werke chinesischer Science-Fiction-Autorinnen“], ausgezeichnet mit dem Galaxy Award 2023.[3]